# Hashcheh-ye Makīneh
Hashcheh-ye Makīneh (persiska: هشچه مکینه) är en ort i Iran.   Den ligger i provinsen Khuzestan, i den centrala delen av landet, 600 km söder om huvudstaden Teheran. Hashcheh-ye Makīneh ligger 18 meter över havet och antalet invånare är 387.
Terrängen runt Hashcheh-ye Makīneh är mycket platt. Runt Hashcheh-ye Makīneh är det ganska tätbefolkat, med 62 invånare per kvadratkilometer. Närmaste större samhälle är Bandar-e Māhshahr, 18,7 km söder om Hashcheh-ye Makīneh. Trakten runt Hashcheh-ye Makīneh är ofruktbar med lite eller ingen växtlighet.